# Arnold Böcklin (písmo)

Písmo Arnold Böcklin

Arnold Böcklin je typ písma, které roku 1904 navrhlo písmolijectví Otto Weisert. Písmo bylo pojmenováno na památku Arnolda Böcklina, švýcarského malíře, zemřelého roku 1901.
Jedná se pravděpodobně o nejznámější secesní písmo, které zažilo obrození v 60. a 70. letech 20. století. Jeho vliv je vidět i v dílech ilustrátorů Rogera Deana a the stuckistického umělce Paula Harveyho.

## Použití
Protože bylo pod názvem „Arabia“ součástí prvních verzí aplikace CorelDRAW, bylo spojováno se Středním východem a orientálními motivy v řadě kontextů, od restaurací s kebabem po koloniály, přestože s arabským písmem nemá nic společného.
Písmo bylo použito například na albu Jamese Blunta Back to Bedlam. Dále bylo používáno v logu časopisu White Dwarf magazine z přelomu 70. a 80. let a na obalech mnoha svých alb jej používala hudební skupina Dinosaur Jr.
Společnost Data East použila toto písmo na titulní obrazovce své počítačové hry Hippodrome z roku 1989.